# Le Petit Café (film, 1931)
Pour plus de détails, voir Fiche technique et Distribution.
Le Petit Café (titre original) est un film franco-américain réalisé par Ludwig Berger, sorti en 1931.
C'est la version française alternative du film américain Playboy of Paris (en) (1930, également réalisé par Ludwig Berger et avec Maurice Chevalier dans le rôle principal).

## Synopsis
Albert Loriflan, serveur dans un café parisien, hérite d'une grosse somme d'argent de façon inattendue, à la suite du décès d'un parent. Décidé à pas changer ses habitudes, il est « courtisé » par son patron Philibert qui aimerait lui céder son affaire. Dans le même temps, il tombe amoureux de la fille du patron, Yvonne...

## Fiche technique
- Titre français et original : Le Petit Café
- Titre américain alternatif : The Little Cafe
- Réalisateur et producteur : Ludwig Berger
- Scénario : Battaille-Henri et Vincent Lawrence, d'après la pièce éponyme de Tristan Bernard
- Photographie : Henry Gerrard
- Montage : Merrill G. White (non crédité)
- Musique : Howard Jackson et John Leipold (non crédités)
- Chansons : Newell Chase, Richard A. Whiting (musique) et Leo Robin (paroles)
- Société de production : Paramount Pictures
- Société de distribution : Paramount Pictures
- Dates de sortie :
  - États-Unis : 20 janvier 1931 (New York)
  - France : 8 mai 1931 (Paris)

## Distribution
- Maurice Chevalier : Albert Loriflan
- Yvonne Vallée : Yvonne Philibert
- Tania Fédor : Mlle Bérengère
- André Berley : le chef cuisinier Pierre Bourdin
- Émile Chautard : Philibert
- Françoise Rosay : Mlle Edwige
- George Davis : Paul Michel
- Jacques Jou-Jerville : M. Cadeaux
- André Baugé : un cuisinier
- Pierre de Ramey
- Sonia Sebor

## Réception
La version française a reçu de meilleures critiques que la version en langue anglaise du film.